# J.B. Smoove
J. B. Smoove (Plymouth (North Carolina), 16 december 1965), geboren als Jerry Angelo Brooks, is een Amerikaans acteur, stemacteur, filmproducent, scenarioschrijver en komiek.

## Biografie
Smoove werd geboren in Plymouth (North Carolina) en groeide op in Mount Vernon (New York). Hij studeerde af aan de Norfolk State University in Norfolk (Virginia). Toen Smoove aan zijn carrière wilde beginnen korte hij zijn naam in naar J.B. Brooks, toen hij met stand-upcomedy begon veranderde hij zijn naam naar J.B. Smoove.
Smoove begon in 1997 met acteren in de film Lesser Prophets, waarna hij nog meerdere rollen speelde in films en televisieseries. Hij is vooral bekend van zijn rollen als Kenny Westchester in de televisieserie 'Til Death, waar hij in 26 afleveringen speelde (2008-2010). Verder had hij terugkerende rollen in onder anderen Saturday Night Live (2003-2005), Everybody Hates Chris (2007-2008) en Curb Your Enthusiasm (2007-2011). Hij werd tweemaal genomineerd voor een Image Awards, in 2012 voor zijn rol in de televisieserie Curb Your Enthusiasm en in 2014 voor zijn rol in de televisieserie Real Husbands of Hollywood.
Smoove heeft als scenarioschrijver meegewerkt aan de televisieserie Saturday Night Live, hij heeft meegeschreven aan 60 afleveringen (2003-2006). In 2007 won hij samen met zijn medeschrijvers met dit werk een Writers Guild of America Award.
Smoove is getrouwd en heeft hieruit een kind.

## Filmografie

### Films
Uitgezonderd korte films.
- 2025: Música - als Anwar
- 2023: Office Race - als Harry
- 2023: Back on the Strip - als Amos
- 2021: Spider-Man: No Way Home - als Mr. Julius Dell
- 2021: On the Count of Three - als Lyndell
- 2019: The Jesus Rolls - als de monteur
- 2019: Spider-Man: Far From Home - als Mr. Julius Dell
- 2018: Uncle Drew - als Angelo
- 2017: The Polka King - als Ron Edwards
- 2016: Almost Christmas - als Lonnie
- 2016: Barbershop: A Fresh Cut - als One-Stop
- 2016: The Kicker - als Gil
- 2015: Hell & Back - als Sal de duivel (stem)
- 2014: Search Party - als Berk
- 2014: Top Five - als Silk
- 2013: Movie 43 - als Larry
- 2013: Clear History - als Jaspar
- 2013: The Smurfs 2 - als Hackus (stem)
- 2013: Dealin' with Idiots - als coach Ted
- 2013: A Haunted House - als vader van Kisha
- 2012: The Dictator - als gebruiker van uitvaartservice
- 2012: Think Like a Man - als barkeeper
- 2011: The Sitter - als Julio
- 2011: We Bought a Zoo - als mr. Stevens
- 2011: Hall Pass - als Flats
- 2010: Date Night - als taxichauffeur
- 2009: Hurricane Season - als buschauffeur van het team
- 2009: Frankenhood - als Leon
- 2004: Gas - als Ignatius
- 2003: The Watermelon Heist - als Numbers
- 2003: With or Without You - als Darnell
- 2002: Mr. Deeds - als Reuben
- 2001: Pootie Tang - als Trucky
- 1998: Tomorrow Night - als Mel de postbode
- 1997: Lesser Prophets - als Chucky

### Televisieseries
Uitgezonderd eenmalige gastrollen.
- 2019-2025: Harley Quinn - als Frank de plant (stem) - 26 afl.
- 2024: Good Times - als Reggie (stem) - 10 afl.
- 2007-2024: Simma lugnt, Larry! - als Leon Black - 56 afl.
- 2023: History of the World: Part II - als Luke - 4 afl.
- 2022: Blockbuster - als Percy - 10 afl.
- 2022: Teen Titans Go! - als Black Manta (stem) - 2 afl.
- 2021-2022: Fairfax - als Quattro - 15 afl.
- 2020-2022: Woke - als Marker - 16 afl.
- 2007-2021: Curb Your Enthusiasm - als Leon Black - 46 afl.
- 2021: Crank Yankers - als Philip Johnson - 2 afl.
- 2020: Mapleworth Murders - als chief Billy Bills - 12 afl.
- 2020: The Last O.G. - als Carl - 4 afl.
- 2018-2019: 3Below: Tales of Arcadia - als Phil - 10 afl.
- 2014-2017: Teenage Mutant Ninja Turtles - als Bebop / Anton Zeck / Grum (stemmen) - 17 afl.
- 2016-2017: Life in Pieces - als Darryl - 2 afl.
- 2015-2016: Fresh Off the Boat - als Barry - 2 afl.
- 2013-2015: The Millers - als Ray - 34 afl.
- 2012-2015: Black Dynamite - als Kurtis (stem) - 3 afl.
- 2013: Coogan Auto - als Del - 6 afl.
- 2009-2012: American Dad! - als Tracy Bryant / beveiliger (stemmen) - 5 afl.
- 2012: Bent - als Clem - 6 afl.
- 2008-2010: 'Til Death - als Kenny Westchester - 26 afl.
- 2007-2008: Everybody Hates Chris - als Manny - 9 afl.
- 2003-2005: Saturday Night Live - als diverse personages - 12 afl.
- 2002-2003: Cedric the Entertainer Presents - als diverse personages - 17 afl.

### Filmproducent
- 2015: Uptown Comedy Club: The Birth of Hip Hop Comedy - documentaire
- 2013: Four Courses with J.B. Smoove - televisieserie
- 2012: JB Smoove: That's How I Dooz It - film

### Scenarioschrijver
- 2022-2023: One Course with JB Smoove - televisieserie - 24 afl.
- 2013: Four Courses with J.B. Smoove - televisieserie
- 2011-2013: Funny as Hell - televisieserie - 2 afl.
- 2012: JB Smoove: That's How I Dooz It - film
- 2003-2006: Saturday Night Live - televisieserie - 60 afl.
- 1995: Def Comedy Jam - televisieserie - 1 afl.

- Library of Congress Control Number: no2010198798
- Virtual International Authority File: 160555560
- WorldCat: E39PBJqw48GwRVXHVdr44Wc773